# Abror Haider
Abror Haider (19 de agosto de 1973) es un deportista danés que compitió en taekwondo.
Ganó una medalla de plata en el Campeonato Mundial de Taekwondo de 1999 y dos medallas en el Campeonato Europeo de Taekwondo, plata en 1992 y bronce en 1994. Además, consiguió una medalla de oro en los Juegos Mundiales de 1993.

## Palmarés internacional
| Campeonato Mundial | Campeonato Mundial | Campeonato Mundial | Campeonato Mundial |
| Año                | Lugar              | Medalla            | Categoría          |
| ------------------ | ------------------ | ------------------ | ------------------ |
| 1999               | Edmonton (Canadá)  | Medalla de plata   | –58 kg             |
| Campeonato Europeo |                    |                    |                    |
| Año                | Lugar              | Medalla            | Categoría          |
| 1992               | Valencia (España)  | Medalla de plata   | –54 kg             |
| 1994               | Zagreb (Croacia)   | Medalla de bronce  | –54 kg             |